# Hughes Aircraft

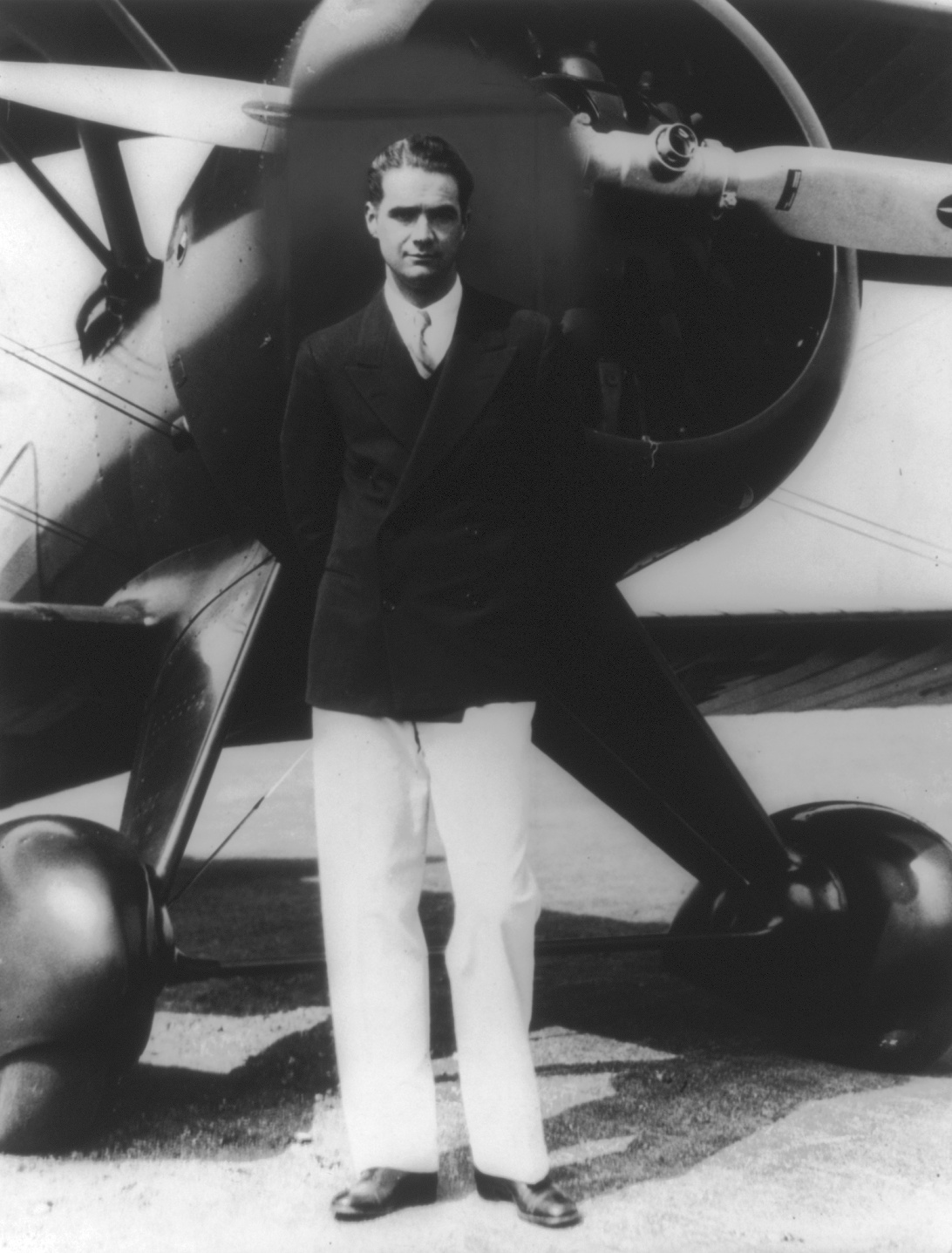
Der Gründer Howard Hughes (um 1940)

Hughes Aircraft Company war eine der größten Verteidigungs- und Luftfahrtfirmen der USA.
Sie wurde 1936 von Howard Hughes gegründet. Ihren Hauptsitz hatte sie bei Ballona Creek, in Culver City.
Im Laufe der 1970er und 1980er Jahre wurden immer wieder Teile der Firma verkauft, so dass heute fast keine der Sparten mehr unter dem Namen Hughes firmiert. Auf dem alten Firmengelände haben sich inzwischen Filmstudios der DreamWorks SKG angesiedelt. 1997 fusionierten Hughes Electronics und Raytheon; Hughes Space and Communications wurde im Jahr 2000 von Boeing aufgekauft.

## Geschichte
Hughes Aircraft war ursprünglich eine Tochter der Hughes Tool Company. 1935 baute Hughes die Hughes Special, ein für damalige Verhältnisse in Bezug auf Stromlinienförmigkeit wegweisendes Flugzeug mit einziehbarem Fahrwerk, geschlossenem Cockpit sowie versenkten Nieten auf der Außenhaut. Mit der H-1 erlangte Hughes Name im Laufe der nächsten Jahre hohe Bekanntheit, als er den absoluten Geschwindigkeitsweltrekord für Landflugzeuge errang.
1936 wurde Hughes Aircraft selbständig. Während des Zweiten Weltkrieges entwarf und baute HA einige Flugzeugprototypen, darunter die berühmte Hughes H-4 Hercules, die wegen ihrer teilweisen Holzbauweise auch als Spruce Goose bekannt ist (engl. „spruce“ = „Fichte“). Zu Beginn des Krieges hatte HA nur 4 festangestellte Mitarbeiter; am Ende waren es über 80.000.

### Nachkriegszeit
Neben Douglas Aircraft, North American Aviation, Northrop, Lockheed Aircraft war Hughes Aircraft einer der Luftfahrtkonzerne, die während und nach dem Zweiten Weltkrieg erfolgreich in Südkalifornien Fuß fassten. Zwischenzeitlich war Hughes Aircraft größter Arbeitgeber dieser Region.
Nach dem Krieg zerstritt sich Hughes mit Teilen des US-Senats. Im Sommer 1947 äußerten sich einige Politiker beunruhigt über Hughes Missmanagement bei der Spruce Goose und dem XF-11-Projekt, die in weiten Teilen aus Steuermitteln finanziert wurden. Noch während der Untersuchungsausschuss Belege gegen Hughes Aircraft sammelte, konnte Hughes jedoch beide Prototypen erfolgreich testen und dem amerikanischen Militär übergeben. Die Ermittlungen wurden daraufhin eingestellt und Hughes trotz bleibender Kritik freigesprochen.
Die Spruce Goose erhob sich nach ihrem kurzen Jungfernflug nie wieder in die Lüfte und blieb das Flugzeug mit der größten Spannweite, das jemals abgehoben ist, bis es am 13. April 2019 vom Scaled Composites Stratolaunch abgelöst wurde.

### DieHughes Aerospace Group
1948 gründete Hughes eine neue Tochterfirma, die Aerospace Group.
Zwei Hughes-Ingenieure, Simon Ramo und Dean Wooldridge, hatten damals einige bahnbrechende Ideen im militärischen Flugzeugbau. Das MA-1-System brachte ein Flugzeug mit Hilfe von Radarsignalen automatisch in die richtige Position, um Raketen auf ein anderes Flugzeug feuern zu können. Zeitgleich arbeiteten andere Teams mit der neu gegründeten US Air Force an Luft-Luft Raketen, was zur Entwicklung der AIM-4 Falcon (F-98) führte. Die Kombination aus MA-1 und Falcon, später noch mit einigen Upgrades versehen, war bis in die 1980er das wichtigste Abfangjägersystem der Vereinigten Staaten.
Wegen dieses erfolgreichen Anfangs wurde die Aerospace Group schnell sehr profitabel und wichtigster Bestandteil des Konzerns. Die Aerospace Group hat seitdem Radar- und elektro-optische Systeme produziert, die ersten funktionsfähigen Laser gebaut, Flugzeug- und Raketenleittechnik entworfen und ein Ionen-Antriebssystem für Raumfahrzeuge entwickelt.
Ramo und Wooldridge trennten sich 1953 aufgrund geschäftlicher und persönlicher Differenzen mit Howard Hughes von der Aerospace Group. Sie gründeten die Ramo-Wooldridge Corporation, die später zusammen mit Thompson Products die TRW bildete – und damit eine der größten Konkurrenten der Aerospace Group wurde.
1953 gründete Howard Hughes das Howard Hughes Medical Institute, eine Stiftung, der er die Hughes Aircraft vermachte.
Einige berühmte Persönlichkeiten weisen enge Verbindungen zu Hughes Aircraft auf. Nobelpreis-Träger Richard Feynman beispielsweise hielt wöchentliche Seminare in den Hughes Forschungsabteilungen. Murray Gell-Mann, ebenfalls Nobelpreisträger, teilte sich ein Büro mit dem späteren HA CEO Malcolm Currie. Greg Jarvis und Ronald McNair, zwei der Astronauten beim letzten Flug der Challenger, arbeiteten für Hughes.

### Hughes Space and Communications
Zwei Arbeitsgruppen der Hughes Aerospace, die Hughes Space and Communications Group und die Hughes Space Systems Division wurden 1948 Ableger um schließlich 1961 unter dem gemeinsamen Namen Hughes Space and Communications Company zu operieren.
Gemeinsam bauten sie 1963 den ersten geosynchronen Kommunikationssatelliten, Syncom, dem sie 1966 den ersten geostationären Wettersatelliten ATS-1 folgen ließen. Ebenfalls 1966 landete ihre Surveyor auf dem Mond. Hughes entwickelte 1978 Pioneer-Venus, die erstmals detailliert die Venus kartierte, und die Sonde Galileo, die in den 1990ern zum Jupiter flog. Fast 40 Prozent der im Jahr 2000 aktiven Satelliten wurden von Hughes Space and Communications gebaut.

#### Satelliten
Die Modellserien werden von Boeing fortgesetzt und laufen unter Boeings Namen weiter (z. B. HS376 als Boeing 376).
- HS376 – 24 Transponder, 800 bis 2000 Watt. (zum Beispiel die Marcopolo 1 und 2 Satelliten der BSB, sowie Astra 2D, Astra 3A)
- HS601 – 1987 eingeführt, 48 Transponder, bis 4800 Watt. z. B. Astra 2A
- HS702 – seit 1995 im Orbit, über 100 Transponder. Einer der leistungsfähigsten Satelliten.
- HSGEO Mobile – Entwickelt für Thuraya Satellite Communications, Vereinigte Arabische Emirate
- US Navy UKW Ersatz – eine militärische Version des HS601
- NASA Tracking and Data Relay Satellites – Kommunikation mit Space Shuttles und der Internationalen Raumstation.
- Einige der Geostationary Operational Environmental Satellite – Geostationäre Umwelt- und Wettersatelliten der NASA.

### Hughes Helicopters
1947 begann bei Hughes die Helikopter-Produktion. Helikopter-Produzent Kellett verkaufte sein neuestes Modell an Hughes. Der H-17 Sky Crane flog erstmals im Oktober 1952. Der kommerzielle Erfolg des Modells blieb allerdings aus. 1955 startete der Ableger Toolco Aircraft Division und begann, leichte Militärhubschrauber zu entwickeln. Im Mai 1965 bekamen sie den Zuschlag für einen Beobachtungshelikopter für die US Army, was zu Entwicklung des OH-6 Cayuse führte – ein bis heute noch unter verschiedenen Namen produzierter Hubschrauber. 1976 wurde die Toolco Aircraft Division in Hughes Helicopters umbenannt. Aus diesem Hause stammt der berühmte AH-64 Apache Kampfhubschrauber, der 1983 die Collier Trophy gewann.

### Ereignisverlauf
- 1932: Howard Hughes gründet eine Flugzeugabteilung in der Hughes Tool Company
- 1936: Hughes Aircraft wird eine eigenständige Firma.
- 1948: Hughes gründet die Aerospace Group, die sich folgendermaßen gliedert:
  - Hughes Space and Communications Group
  - Hughes Space Systems Division
- 1953: Das Howard Hughes Medical Institute (HHMI) wird gegründet und Hughes Aircraft dem Stiftungsvermögen hinzugefügt.
- 1955: Hughes gründet den Helicopterproduzenten Toolco Aircraft Division
- 1958: Der von Hughes Aircraft produzierte oscarnominierte Dokumentar-Kurzfilm Employees Only wird veröffentlicht.
- 1961: Hughes Space and Communications Company entsteht aus der Fusion von Hughes Space and Communications Group und Hughes Space Systems Division
- 1972: Hughes verkauft die Werkzeugsparte der Hughes Tool Company. Der Rest der Firmengruppe verbleibt in der Summa Corporation-Holding.
- 1976: Toolco Aircraft wird zu Hughes Helicopters
- 1976: Howard Hughes stirbt im Alter von 71 Jahren ohne ein Testament zu hinterlassen
- 1984: Die Summa Corporation verkauft Hughes Helicopters an McDonnell Douglas für 500 Millionen US-Dollar. Die Firma wird in McDonnell Douglas Helicopters umbenannt.
- 1985: Das HHMI verkauft Hughes Aircraft an General Motors für 5 Milliarden US-Dollar. Die Firma wird mit der ebenfalls zu General Motors gehörenden Delco Electronics zusammengelegt und in Hughes Electronics umbenannt.

Zu Hughes Electronics gehören:
- - Hughes Aircraft
  - Delco Electronics
  - Hughes Space and Communications
  - Hughes Network Systems
  - seit August 1992 General Dynamics Missile Systems.
- 1994: Hughes Electronics führt das DirecTV ein.
- 1995: Hughes Space and Communications wird zum weltgrößten Hersteller kommerzieller Satellitensysteme.
- 1995: Hughes Electronics kauft Magnavox Electronic Systems von der Carlyle Group
- 1996: Hughes Electronics und PanAmSat legen ihre Satellitensparten zusammen, behalten jedoch den Namen PanAmSat bei.
- 1997: General Motors vereinigt Hughes Electronics mit der ebenfalls zum General-Motors-Konzern gehörenden Delphi Automotive Systems. Delphi wurde 1999 unabhängig.
- 1997: Hughes Electronics (Hughes Aircraft und das Abwehrraketen-Geschäft) fusionieren mit Raytheon.
- 2000: Hughes Space and Communications blieben bis ins Jahr 2000 unabhängig, wurden dann allerdings von Boeing aufgekauft und wurden zu Boeing Satellite Systems.
- 2003: Die verbliebenen Teile von Hughes Electronics (DirecTV, DirecTV Latin America, PanAmSat und Hughes Network Systems) werden von der NewsCorp aufgekauft und in The DirecTV Group umbenannt.
- 2004 Newscorp verkauft PanAmSat an Kohlberg Kravis Roberts & Co. (KKR)